# France aux Jeux olympiques de la jeunesse d'été de 2014
La France participe aux Jeux olympiques de la jeunesse d'été de 2014 à Nankin du 16 août au 28 août 2014.
L'équipe française est composée de 82 athlètes qui concourent dans 24 sports : athlétisme, aviron, badminton, basketball, beach-volley, boxe, canoë-kayak, escrime, golf, gymnastique artistique, haltérophilie, judo, lutte, natation, pentathlon moderne, plongeon, rugby à sept, taekwondo, tennis de table, tir, tir à l'arc, trampoline, triathlon, voile.

## Sports en compétition

### Athlétisme
Pour un article plus général, voir Athlétisme aux Jeux olympiques de la jeunesse d'été de 2014.
La France a qualifié 18 athlètes.
Hommes
Courses
| Athlète                   | Épreuve         | Qualification | Qualification | Finale        | Finale |
| Athlète                   | Épreuve         | Résultat      | Rang          | Résultat      | Rang   |
| ------------------------- | --------------- | ------------- | ------------- | ------------- | ------ |
| Baptiste Mischler         | 1 500 m         | 3 min 47 s 38 | 4e            | 3 min 47 s 22 | 6e     |
| Mohamed-Amine El Bouajaji | 3 000 m         | 8 min 16 s 43 | 6e            | -             | DSQ    |
| Victor Coroller           | 400 m haies     | 51 s 91       | 4e            | 51 s 19       | 3e     |
| Anthony Pontier           | 2 000 m steeple | 5 min 45 s 35 | 6e            | 5 min 48 s 69 | 5e     |

Concours
| Athlète              | Épreuve           | Qualification | Qualification | Finale   | Finale |
| Athlète              | Épreuve           | Distance      | Rang          | Distance | Rang   |
| -------------------- | ----------------- | ------------- | ------------- | -------- | ------ |
| Alex Rousseau-Jamard | Saut en longueur  | 7,20 m        | 4e            | 7,32 m   | 4e     |
| Pierre Cottin        | Saut à la perche  | 4,80 m        | 9e            | -        | -      |
| Ludovic Besson       | Lancer de poids   | 16,63 m       | 15e           | -        | -      |
| Lukas Moutarde       | Lancer de javelot | 72,03 m       | 5e            | 74,48 m  | 1er    |

Femmes
Courses
| Athlète              | Épreuve         | Qualification | Qualification | Finale   | Finale |
| Athlète              | Épreuve         | Résultat      | Rang          | Résultat | Rang   |
| -------------------- | --------------- | ------------- | ------------- | -------- | ------ |
| Cynthia Leduc        | 100 m           |               |               |          |        |
| Fanny Peltier        | 200 m           |               |               |          |        |
| Lyndra-Sareena Carti | 400 m           |               |               |          |        |
| Laura Valette        | 100 m haies     |               |               |          |        |
| Coralie Gassama      | 400 m haies     |               |               |          |        |
| Léa Navarro          | 2 000 m steeple |               |               |          |        |
| Axelle Ham           | 5 km marche     |               |               |          |        |

Concours
| Athlète               | Épreuve          | Qualification | Qualification | Finale   | Finale |
| Athlète               | Épreuve          | Distance      | Rang          | Distance | Rang   |
| --------------------- | ---------------- | ------------- | ------------- | -------- | ------ |
| Yanis-Esmeralda David | Triple saut      |               |               |          |        |
| Nawal Meniker         | Saut en hauteur  |               |               |          |        |
| Thiziri Daci          | Saut à la perche |               |               |          |        |

Légende des qualifications : Q=Finale A (Médaille); qB=Finale B ; qC=Finale C ; qD=Finale D ; qE=Finale E 

### Aviron
Pour un article plus général, voir Aviron aux Jeux olympiques de la jeunesse d'été de 2014.
La France a qualifié 2 bateaux en fonction de leurs performances aux Championnats du monde d'aviron 2013
| Athlète         | Épreuve        | Séries        | Séries | Repêchage     | Repêchage   | Demi-finales | Demi-finales | Finale | Finale |
| Athlète         | Épreuve        | Temps         | Rang   | Temps         | Rang        | Temps        | Rang         | Temps  | Rang   |
| --------------- | -------------- | ------------- | ------ | ------------- | ----------- | ------------ | ------------ | ------ | ------ |
| Maxime Ducret   | Skiff masculin | 3 min 29 s 94 | 2/6 R  | 3 min 23 s 96 | 3/5demiC/D  |              |              |        |        |
| Camille Juillet | Skiff féminin  | 3 min 52 s 62 | 2/6 R  | 3 min 51 s 31 | 1/5 demiA/B |              |              |        |        |

Légende de qualification : FA=Finale A (médaille); fB=Finale B ; fC=Finale C ; fD=Finale D ; demiA/B=Demi-finales A/B; demiC/D=Demi-finales C/D; R=Repêchage

### Badminton
Pour un article plus général, voir Badminton aux Jeux olympiques de la jeunesse d'été de 2014.
La France a qualifié 2 athlètes en fonction du classement mondial junior de la Fédération internationale de badminton en date du 2 mai 2014,.
Simples
| Athlète       | Épreuve           | Phase de groupes                 | Phase de groupes                       | Phase de groupes | Phase de groupes | Quarts de finale | Demi-finales     | Finale / Petite Finale | Rang |
| Athlète       | Épreuve           | Adversaire Score                 | Adversaire Score                       | Adversaire Score | Rang             | Adversaire Score | Adversaire Score | Adversaire Score       | Rang |
| ------------- | ----------------- | -------------------------------- | -------------------------------------- | ---------------- | ---------------- | ---------------- | ---------------- | ---------------------- | ---- |
| Tanguy Citron | Simples messieurs | Alex Vlaar 16-21 / 20-22         | Max Weisskirchen 12-21 / 21-16 / 21-19 | Andraz Krapez    |                  |                  |                  |                        |      |
| Lole Courtois | Simples dames     | Alida Chen 18-21 / 21-14 / 21-14 | Busanan Ongbamrungphan                 | Rugshaar Ishaak  |                  |                  |                  |                        |      |

Doubles
| Athlètes                             | Épreuve        | Phase de groupes                    | Phase de groupes               | Phase de groupes                       | Phase de groupes | Quarts de finale | Demi-finales     | Finale / Petite finale | Rang |
| Athlètes                             | Épreuve        | Adversaire Score                    | Adversaire Score               | Adversaire Score                       | Rang             | Adversaire Score | Adversaire Score | Adversaire Score       | Rang |
| ------------------------------------ | -------------- | ----------------------------------- | ------------------------------ | -------------------------------------- | ---------------- | ---------------- | ---------------- | ---------------------- | ---- |
| Daniela Macías Tanguy Citron         | Doubles mixtes | Lin Guipu Kim Gaeun                 | June-Wei Cheam Yau Tsz         | Wolfgang Gnedt Sabrina Solis Martinez  |                  |                  |                  |                        |      |
| Lole Courtois Daniel Mihigo Sebunnya | Doubles mixtes | S.P.D Angoda Vidanalage Bingjiao He | Abraham Ayittey Ruthvika Gadde | Bernard Ong Thilini Promodika Hendahaw |                  |                  |                  |                        |      |

### Basketball
Pour un article plus général, voir Basket-ball aux Jeux olympiques de la jeunesse d'été de 2014.
La France a qualifié une équipe masculine grâce à leurs performances aux Championnats du monde des U18 en 2013,.
Sélection
- Teddy Cheremond
- Lucas Dussoulier
- Élie Fedensieu
- Karim Mouliom

Elle est défaite en finale par la Lituanie.

### Beach-Volley
Pour un article plus général, voir Beach-volley aux Jeux olympiques de la jeunesse d'été de 2014.
La France a qualifié une équipe féminine et une équipe masculine,.
| Athlètes                             | Epreuve | Phase de poules                           | Rang | Seizièmes de finale | Huitièmes de finale | Quarts de finale | Demi-finales     | Finale / Petite-finale | Rang |
| Athlètes                             | Epreuve | Adversaire Score                          | Rang | Adversaire Score    | Adversaire Score    | Adversaire Score | Adversaire Score | Adversaire Score       | Rang |
| ------------------------------------ | ------- | ----------------------------------------- | ---- | ------------------- | ------------------- | ---------------- | ---------------- | ---------------------- | ---- |
| Arnaud Gauthier-Rat / Arnaud Loiseau | Hommes  | Amissah / Tetteh 0 - 2 (9-21 / 11-21)     |      |                     |                     |                  |                  |                        |      |
| Arnaud Gauthier-Rat / Arnaud Loiseau | Hommes  | Rosa / Sweeney 0 - 2 (4-21 / 9-21)        |      |                     |                     |                  |                  |                        |      |
| Arnaud Gauthier-Rat / Arnaud Loiseau | Hommes  | Shobeiri / Sahneh                         |      |                     |                     |                  |                  |                        |      |
| Arnaud Gauthier-Rat / Arnaud Loiseau | Hommes  |                                           |      |                     |                     |                  |                  |                        |      |
| Arnaud Gauthier-Rat / Arnaud Loiseau | Hommes  |                                           |      |                     |                     |                  |                  |                        |      |
| Lézana Placette / Alexia Richard     | Femmes  | Giron / Bethancourt 2 - 0 (21-12 / 21-17) |      |                     |                     |                  |                  |                        |      |
| Lézana Placette / Alexia Richard     | Femmes  | Mongelos Bobadilla / Valiente             |      |                     |                     |                  |                  |                        |      |
| Lézana Placette / Alexia Richard     | Femmes  | Radl / Gesslbauer                         |      |                     |                     |                  |                  |                        |      |
| Lézana Placette / Alexia Richard     | Femmes  |                                           |      |                     |                     |                  |                  |                        |      |
| Lézana Placette / Alexia Richard     | Femmes  |                                           |      |                     |                     |                  |                  |                        |      |

### Boxe
Pour un article plus général, voir Boxe aux Jeux olympiques de la jeunesse d'été de 2014.
La France a qualifié une athlète.
Femmes
| Athlète       | Épreuve | Qualifications      | Demi-finales        | Finale / Petite finale | Rang |
| Athlète       | Épreuve | Adversaire Résultat | Adversaire Résultat | Adversaire Résultat    | Rang |
| ------------- | ------- | ------------------- | ------------------- | ---------------------- | ---- |
| Davina Michel | -75 kg  |                     |                     |                        |      |

### Canoë-kayak
Pour un article plus général, voir Canoë-kayak aux Jeux olympiques de la jeunesse d'été de 2014.
La France a qualifié quatre bateaux.
Hommes
| Athlète        | Épreuve            | Qualification | Qualification | Repêchage           | Huitièmes de finale | Quarts de finale    | Demi-finales        | Finale / Petite-finale | Rang |
| Athlète        | Épreuve            | Temps         | Rang          | Adversaire Résultat | Adversaire Résultat | Adversaire Résultat | Adversaire Résultat | Adversaire Résultat    | Rang |
| -------------- | ------------------ | ------------- | ------------- | ------------------- | ------------------- | ------------------- | ------------------- | ---------------------- | ---- |
| Lucas Roisin   | C1 Hommes (slalom) |               |               | NC                  |                     |                     |                     |                        |      |
| Lucas Roisin   | C1 Hommes (sprint) |               |               | NC                  |                     |                     |                     |                        |      |
| Arthur Taubner | K1 Hommes (slalom) |               |               |                     |                     |                     |                     |                        |      |
| Arthur Taubner | K1 Hommes (sprint) |               |               |                     |                     |                     |                     |                        |      |

Femmes
| Athlète         | Épreuve            | Qualification | Qualification | Repêchage           | Huitièmes de finale | Quarts de finale    | Demi-finales        | Finale / Petite-finale | Rang |
| Athlète         | Épreuve            | Temps         | Rang          | Adversaire Résultat | Adversaire Résultat | Adversaire Résultat | Adversaire Résultat | Adversaire Résultat    | Rang |
| --------------- | ------------------ | ------------- | ------------- | ------------------- | ------------------- | ------------------- | ------------------- | ---------------------- | ---- |
| Lucie Prioux    | C1 Femmes (slalom) |               |               |                     | NC                  |                     |                     |                        |      |
| Lucie Prioux    | C1 Femmes (sprint) |               |               |                     | NC                  |                     |                     |                        |      |
| Camille Prigent | K1 Femmes (slalom) |               |               |                     |                     |                     |                     |                        |      |
| Camille Prigent | K1 Femmes (sprint) |               |               |                     |                     |                     |                     |                        |      |

### Escrime
Pour un article plus général, voir Escrime aux Jeux olympiques de la jeunesse d'été de 2014.
La France a qualifié deux athlètes.
Hommes
| Athlète          | Epreuve | Phase de poules  | Huitièmes de finale | Quarts de finale | Demi-finales     | Finale / Petite-finale | Rang |
| Athlète          | Epreuve | Adversaire Score | Adversaire Score    | Adversaire Score | Adversaire Score | Adversaire Score       | Rang |
| ---------------- | ------- | ---------------- | ------------------- | ---------------- | ---------------- | ---------------------- | ---- |
| Enguerrand Roger | Fleuret |                  |                     |                  |                  |                        |      |

Femmes
| Athlète            | Épreuve | Huitièmes de finale                  | Quarts de finale | Demi-finales     | Finale / Petite-finale | Rang |
| Athlète            | Épreuve | Adversaire Score                     | Adversaire Score | Adversaire Score | Adversaire Score       | Rang |
| ------------------ | ------- | ------------------------------------ | ---------------- | ---------------- | ---------------------- | ---- |
| Mérédith Guillaume | Fleuret | Karin Miyawaki (7 - 15) (6-14 / 1-1) | -                | -                | -                      |      |

Équipes Mixtes
| Athlètes | Epreuve      | Huitièmes de finale | Quarts de finale | Demi-finales / Petites demi-finales | Finale / Petite-finale | Rang |
| Athlètes | Epreuve      | Adversaire Score    | Adversaire Score | Adversaire Score                    | Adversaire Score       | Rang |
| -------- | ------------ | ------------------- | ---------------- | ----------------------------------- | ---------------------- | ---- |
|          | Equipe Mixte |                     |                  |                                     |                        |      |

### Golf
Pour un article plus général, voir Golf aux Jeux olympiques de la jeunesse d'été de 2014.
La France a qualifié une équipe de deux athlètes.
Individuel
| Athlète          | Épreuve | Round 1 | Round 1 | Round 2 | Round 2 | Round 2 | Round 3 | Round 3 | Round 3 | Total | Total |
| Athlète          | Épreuve | Score   | Rang    | Score   | Total   | Rang    | Score   | Total   | Rang    | Score | Rang  |
| ---------------- | ------- | ------- | ------- | ------- | ------- | ------- | ------- | ------- | ------- | ----- | ----- |
| Paul Elissalde   | Hommes  |         |         |         |         |         |         |         |         |       |       |
| Marion Veysseyre | Femmes  |         |         |         |         |         |         |         |         |       |       |

Par équipes
| Athlètes                        | Epreuve | Round 1 | Round 1 | Round 2 | Round 2 | Round 2 | Round 3 | Round 3 | Round 3 | Round 3 | Total | Total |
| Athlètes                        | Epreuve | Score   | Rang    | Score   | Total   | Rang    | Homme   | Femme   | Total   | Rang    | Score | Rang  |
| ------------------------------- | ------- | ------- | ------- | ------- | ------- | ------- | ------- | ------- | ------- | ------- | ----- | ----- |
| Paul Elissalde Marion Veysseyre | Mixte   |         |         |         |         |         |         |         |         |         |       |       |

### Gymnastique artistique
Pour un article plus général, voir Gymnastique aux Jeux olympiques de la jeunesse d'été de 2014.
Deux gymnastes se sont qualifiés pour la France.
Hommes
| Athlète          | Épreuve       | Agrès  | Agrès  | Agrès  | Agrès  | Agrès  | Agrès  | Total  | Rang |
| Athlète          | Épreuve       | S      | CA     | A      | SC     | BP     | BF     | Total  | Rang |
| ---------------- | ------------- | ------ | ------ | ------ | ------ | ------ | ------ | ------ | ---- |
| Zachari Hrimèche | Qualification | 13,850 | 12,650 | 13,350 | 13,850 | 13,100 | 13,500 | 80,500 |      |

Femmes
| Athlète      | Epreuve       | Agrès  | Agrès  | Agrès | Agrès  | Total | Rang |
| Athlète      | Epreuve       | S      | SC     | BA    | P      | Total | Rang |
| ------------ | ------------- | ------ | ------ | ----- | ------ | ----- | ---- |
| Camille Bahl | Qualification | 12,450 | 13,850 |       | 12,300 |       | 10e  |

### Haltérophilie
La France a eu un quota chez les hommes grâce au rang de l'équipe après le championnat d'Europe junior d'Haltérophilie 2014.
Hommes
| Athlète         | Épreuve | Arraché  | Arraché | Épaulé-jeté | Épaulé-jeté | Total | Rang |
| Athlète         | Épreuve | Résultat | Rang    | Résultat    | Rang        | Total | Rang |
| --------------- | ------- | -------- | ------- | ----------- | ----------- | ----- | ---- |
| Anthony Coullet | +85 kg  |          |         |             |             |       |      |

### Judo
Pour un article plus général, voir Judo aux Jeux olympiques de la jeunesse d'été de 2014.
La France a qualifié deux athlètes aux Championnats du Monde Cadets 2013.
Individuel
| Athlète         | Épreuve                 | Seizièmes de finale          | Huitièmes de finale  | Quarts de finale    | Demi-finale         | Rep 1               | Rep 2               | Rep 3               | Rep 4               | Final / Petite finale | Rang |
| Athlète         | Épreuve                 | Adversaire Résultat          | Adversaire Résultat  | Adversaire Résultat | Adversaire Résultat | Adversaire Résultat | Adversaire Résultat | Adversaire Résultat | Adversaire Résultat | Adversaire Résultat   | Rang |
| --------------- | ----------------------- | ---------------------------- | -------------------- | ------------------- | ------------------- | ------------------- | ------------------- | ------------------- | ------------------- | --------------------- | ---- |
| Jolan Florimont | Moins de 66 kg - Hommes | Vandric Jon Castro 000 - 100 | Hifumi Abe 010 - 000 |                     |                     |                     |                     |                     |                     |                       |      |
| Marie-Eve Gahié | Moins de 78 kg - Femmes | NC                           |                      |                     |                     |                     |                     | NC                  | NC                  |                       |      |

Par équipes
| Athlètes | Épreuve      | Huitièmes de finale | Quarts de finale    | Demi-finales        | Finale              | Rang |
| Athlètes | Épreuve      | Adversaire Résultat | Adversaire Résultat | Adversaire Résultat | Adversaire Résultat | Rang |
| -------- | ------------ | ------------------- | ------------------- | ------------------- | ------------------- | ---- |
|          | Equipe Mixte |                     |                     |                     |                     |      |
|          | Equipe Mixte |                     |                     |                     |                     |      |

### Lutte
Pour un article plus général, voir Lutte aux Jeux olympiques de la jeunesse d'été de 2014.
La France a qualifié une athlète grâce à ses performances lors du championnat européen cadets 2014.
Femmes
| Athlète         | Épreuve        | Phase de groupes | Phase de groupes | Phase de groupes | Phase de groupes | Finale / Petite finale | Rang |
| Athlète         | Épreuve        | Adversaire Score | Adversaire Score | Adversaire Score | Rang             | Adversaire Score       | Rang |
| --------------- | -------------- | ---------------- | ---------------- | ---------------- | ---------------- | ---------------------- | ---- |
| Koumba Larroque | Moins de 60 kg |                  |                  |                  |                  |                        |      |

### Natation
Pour un article plus général, voir Natation aux Jeux olympiques de la jeunesse d'été de 2014.
La France a qualifié 8 nageurs.
Hommes
| Athlète          | Épreuve          | Qualifications | Qualifications | Demi-Finales  | Demi-Finales | Finale | Finale |
| Athlète          | Épreuve          | Temps          | Rang           | Temps         | Rang         | Temps  | Rang   |
| ---------------- | ---------------- | -------------- | -------------- | ------------- | ------------ | ------ | ------ |
| Rahiti De Vos    | 400 m nage libre | 3 min 56 s 88  | 8/8            | NC            | NC           | -      | -      |
| Rahiti De Vos    | 800 m nage libre | NC             | NC             | NC            | NC           |        |        |
| Geoffroy Mathieu | 200 m dos        |                |                | NC            | NC           |        |        |
| Jean Dencausse   | 50 m brasse      |                |                |               |              |        |        |
| Jean Dencausse   | 100 m brasse     | 1 min 03 s 57  | 2/8            | 1 min 03 s 94 | 8/8          | -      | -      |
| Jean Dencausse   | 200 m brasse     |                |                | NC            | NC           |        |        |
| Guillaume Laure  | 4 x 50 m 4 nages | 2 min 06 s 13  | 4/7            | NC            | NC           | -      | -      |

Femmes
| Athlète          | Épreuve          | Qualifications | Qualifications | Demi-finales | Demi-finales | Finale | Finale |
| Athlète          | Épreuve          | Temps          | Rang           | Temps        | Rang         | Temps  | Rang   |
| ---------------- | ---------------- | -------------- | -------------- | ------------ | ------------ | ------ | ------ |
| Emma Terebo      | 50 m nage libre  |                |                |              |              |        |        |
| Emma Terebo      | 50 m dos         |                |                |              |              |        |        |
| Emma Terebo      | 100 m dos        | 1 min 04 s 87  | 8/8            | -            | -            | -      | -      |
| Camille Wishaupt | 400 m nage libre |                |                | NC           | NC           |        |        |
| Camille Wishaupt | 100 m papillon   |                |                |              |              |        |        |
| Camille Wishaupt | 200 m papillon   | 2 min 16 s 31  | 4/7            | NC           | NC           | -      | -      |
| Pauline Mahieu   | 50 m dos         |                |                |              |              |        |        |
| Chloé Cazier     | 50 m brasse      | 33 s 27        | 7/8            | -            | -            | -      | -      |
| Chloé Cazier     | 100 m brasse     |                |                |              |              |        |        |

### Pentathlon moderne
Pour un article plus général, voir Pentathlon moderne aux Jeux olympiques de la jeunesse d'été de 2014.
La France a qualifié deux athlètes.
| Athlète                  | Épreuve           | Escrime (épée, une touche) | Escrime (épée, une touche) | Escrime (épée, une touche) | Natation (200 m nage libre) | Natation (200 m nage libre) | Natation (200 m nage libre) | Combiné: tir/course (Pistolet à 10 m air comprimé)/(3 000 m) | Combiné: tir/course (Pistolet à 10 m air comprimé)/(3 000 m) | Combiné: tir/course (Pistolet à 10 m air comprimé)/(3 000 m) | Total | Rang |
| Athlète                  | Épreuve           | Résultats                  | Rang                       | Points                     | Temps                       | Rang                        | Points                      | Temps                                                        | Rang                                                         | Points                                                       | Total | Rang |
| ------------------------ | ----------------- | -------------------------- | -------------------------- | -------------------------- | --------------------------- | --------------------------- | --------------------------- | ------------------------------------------------------------ | ------------------------------------------------------------ | ------------------------------------------------------------ | ----- | ---- |
| Gabriel Cianelli         | Individuel Hommes |                            |                            |                            |                             |                             |                             |                                                              |                                                              |                                                              |       |      |
| Laure Roset              | Individuel Femmes |                            |                            |                            |                             |                             |                             |                                                              |                                                              |                                                              |       |      |
| Unknown Gabriel Cianelli | Relais Mixte      |                            |                            |                            |                             |                             |                             |                                                              |                                                              |                                                              |       |      |
| Laure Roset Unknown      | Relais Mixte      |                            |                            |                            |                             |                             |                             |                                                              |                                                              |                                                              |       |      |

### Plongeon
Pour un article plus général, voir Plongeon aux Jeux olympiques de la jeunesse d'été de 2014.
La France a qualifié 2 plongeurs.
| Athlète        | Épreuve                          | Qualifications | Qualifications | Finale | Finale |
| Athlète        | Épreuve                          | Points         | Rang           | Points | Rang   |
| -------------- | -------------------------------- | -------------- | -------------- | ------ | ------ |
| Alexis Jandard | Tremplin à 3 mètres - Hommes     |                |                |        |        |
| Alexis Jandard | Plate-forme à 10 mètres - Hommes |                |                |        |        |
| Alaïs Kalonji  | Plate-forme à 10 mètres - Femmes |                |                |        |        |
|                | Equipe mixte                     | NC             | NC             |        |        |

### Rugby à sept
Pour un article plus général, voir Rugby à sept aux Jeux olympiques de la jeunesse de 2014.
La France a qualifié une équipe de garçons à la suite de leurs performances à la Coupe du monde de rugby à sept 2013. Après avoir battu l'Argentine en finale, l'équipe est sacrée championne olympique.
Sélection
- Alex Arrate
- Faraj Fartass
- Alex Gracbling
- Alexandre Lagarde
- Martin Laveau
- Alexandre Nicoué
- Alexandre Pilati
- Arthur Retière
- Alexandre Roumat
- Atila Septar
- Sacha Valleau
- Matthieu Voisin

### Taekwondo
Pour un article plus général, voir Taekwondo aux Jeux olympiques de la jeunesse d'été de 2014.
La France a qualifié deux athlètes à la suite de leurs performances lors du tournoi de qualification.
Hommes
| Athlète           | Event          | Huitièmes de finale                | Quarts de finale     | Demi-finales         | Finale                  | Rang |
| Athlète           | Event          | Adversaire Résultat                | Adversaire Résultat  | Adversaire Résultat  | Adversaire Résultat     | Rang |
| ----------------- | -------------- | ---------------------------------- | -------------------- | -------------------- | ----------------------- | ---- |
| Stéphane Audibert | Moins de 48 kg | Kipre Christ Emmanuel Logbo 10 - 6 | Fahad Alsamih 5 - 10 | Mahdi Eshaghi 0 - 16 | -                       | 3e   |
| Yoann Miangue     | Plus de 73 kg  | -                                  | Igor Glisin 12 - 5   | Jintao Liu 10 - 9    | Denys Voronovskyy 6 - 4 | 1er  |

### Tennis de table
Pour un article plus général, voir Tennis de table aux Jeux olympiques de la jeunesse d'été de 2014.
La France a qualifié deux athlètes lors de l'échéance qualificative européenne.
Simples
| Athlète      | Épreuve        | Phase de groupes                                                   | Rang | Huitièmes de finale | Quarts de finale | Demi-finale      | Finale / Petite finale | Rang |
| Athlète      | Épreuve        | Adversaire Score                                                   | Rang | Adversaire Score    | Adversaire Score | Adversaire Score | Adversaire Score       | Rang |
| ------------ | -------------- | ------------------------------------------------------------------ | ---- | ------------------- | ---------------- | ---------------- | ---------------------- | ---- |
| Can Akkuzu   | Simples Hommes | Kirill Gerassimenko                                                |      |                     |                  |                  |                        |      |
| Can Akkuzu   | Simples Hommes | Abhishek Yadav 3 - 2 (9 - 11 / 13 - 11 / 9 - 11 / 11 - 6 / 11 - 8) |      |                     |                  |                  |                        |      |
| Can Akkuzu   | Simples Hommes | Krishnateja Avvari                                                 |      |                     |                  |                  |                        |      |
| Audrey Zarif | Simples Femmes | Lily Zhang 3 - 1 (9 - 11 / 11 - 3 / 11 - 4 / 11 - 8)               |      |                     |                  |                  |                        |      |
| Audrey Zarif | Simples Femmes | Seri Park 1 - 3 (7 - 11 / 6 - 11 / 12 - 10 / 7 - 11)               |      |                     |                  |                  |                        |      |
| Audrey Zarif | Simples Femmes | Regina Kim                                                         |      |                     |                  |                  |                        |      |

Par équipes
| Athlètes                       | Épreuve      | Phase de groupes | Rang | Huitièmes de finale | Quarts de finale | Demi-finales     | Finale / Petite-finale | Rang |
| Athlètes                       | Épreuve      | Adversaire Score | Rang | Adversaire Score    | Adversaire Score | Adversaire Score | Adversaire Score       | Rang |
| ------------------------------ | ------------ | ---------------- | ---- | ------------------- | ---------------- | ---------------- | ---------------------- | ---- |
| France Audrey Zarif Can Akkuzu | Équipe mixte |                  |      |                     |                  |                  |                        |      |
| France Audrey Zarif Can Akkuzu | Équipe mixte |                  |      |                     |                  |                  |                        |      |
| France Audrey Zarif Can Akkuzu | Équipe mixte |                  |      |                     |                  |                  |                        |      |

Légende des qualifications: Q= Tour principal (médaille); qB= Tour de consolation

### Tir
Pour un article plus général, voir Tir aux Jeux olympiques de la jeunesse d'été de 2014.
La France a qualifié un tireur grâce à ses performances au championnat européen de tir 2014.
Individuel
| Athlète         | Épreuve                           | Qualification | Qualification | Finale | Finale |
| Athlète         | Épreuve                           | Points        | Rang          | Points | Rang   |
| --------------- | --------------------------------- | ------------- | ------------- | ------ | ------ |
| Edouard Dortomb | Pistolet à 10 mètres air comprimé | 576           | 3e/20         | 178,6  | 3e     |

Par équipes
| Athlètes | Épreuve                                            | Qualification | Qualification | Huitièmes de finale | Quarts de finale    | Demi-finale         | Finale / Petite-finale | Rang |
| Athlètes | Épreuve                                            | Points        | Rang          | Adversaire Résultat | Adversaire Résultat | Adversaire Résultat | Adversaire Résultat    | Rang |
| -------- | -------------------------------------------------- | ------------- | ------------- | ------------------- | ------------------- | ------------------- | ---------------------- | ---- |
|          | Pistolet à 10 mètres air comprimé - Equipes mixtes |               |               |                     |                     |                     |                        |      |

### Tir à l'arc
Pour un article plus général, voir Tir à l'arc aux Jeux olympiques de la jeunesse d'été de 2014.
La France a qualifié deux archers à la suite de leurs résultats au championnat du monde Jeunes 2013,.
Individuel
| Athlète        | Épreuve           | Qualifications | Qualifications | Seizièmes de finale | Huitièmes de finale | Quarts de finale | Demi-finales     | Finale / Petite-finale | Rang |
| Athlète        | Épreuve           | Score          | Rang           | Adversaire Score    | Adversaire Score    | Adversaire Score | Adversaire Score | Adversaire Score       | Rang |
| -------------- | ----------------- | -------------- | -------------- | ------------------- | ------------------- | ---------------- | ---------------- | ---------------------- | ---- |
| Thomas Koenig  | Individuel Hommes |                |                |                     |                     |                  |                  |                        |      |
| Mélanie Gaubil | Individuel Femmes |                |                |                     |                     |                  |                  |                        |      |

Par équipes
| Athlètes | Épreuve      | Qualifications | Qualifications | Seizièmes de finale | Huitièmes de finale | Quarts de finale | Demi-finales     | Finale / Petite-finale | Rang |
| Athlètes | Épreuve      | Score          | Rang           | Adversaire Score    | Adversaire Score    | Adversaire Score | Adversaire Score | Adversaire Score       | Rang |
| -------- | ------------ | -------------- | -------------- | ------------------- | ------------------- | ---------------- | ---------------- | ---------------------- | ---- |
|          | Equipe Mixte |                |                |                     |                     |                  |                  |                        |      |
|          | Equipe Mixte |                |                |                     |                     |                  |                  |                        |      |

### Trampoline
La France a qualifié une gymnaste.
| Athlète       | Épreuve             | Qualification | Qualification | Qualification | Qualification | Finale | Finale |
| Athlète       | Épreuve             | Routine 1     | Routine 2     | Total         | Rang          | Score  | Rang   |
| ------------- | ------------------- | ------------- | ------------- | ------------- | ------------- | ------ | ------ |
| Léa Labrousse | Trampoline - Femmes |               |               |               |               |        |        |

### Triathlon
Pour un article plus général, voir Triathlon aux Jeux olympiques de la jeunesse d'été de 2014.
La France a qualifié une athlète.
Individuel
| Athlète       | Épreuve            | Natation (750 m)             | Transition 1      | Vélo (20 km)               | Transition 2 | Course (5 km)                  | Temps Total           | Rang |
| ------------- | ------------------ | ---------------------------- | ----------------- | -------------------------- | ------------ | ------------------------------ | --------------------- | ---- |
| Émilie Morier | Triathlon - Femmes | 10 min 29 s (12) 10 min 29 s | 11 min 15 s(8) 46 | 42 min 37 s(6) 31 min 22 s | 27(14) 46    | 1 h 00 min 55 s(4) 17 min 51 s | 1 h 00 min 55 s (+59) | 3e   |

Relais
| Athlète | Épreuve      | Temps par athlète (natation 250 m, vélo 6,6 km, course 1,8 km) | Temps Total | Rang |
| ------- | ------------ | -------------------------------------------------------------- | ----------- | ---- |
|         | Relais mixte |                                                                |             |      |

### Voile
Pour un article plus général, voir Voile aux Jeux olympiques de la jeunesse d'été de 2014.
La France a réussi à qualifier 4 bateaux lors de 3 compétitions internationales différentes.
| Athlète        | Épreuve          | Course | Course | Course | Course | Course | Course | Course | Course | Course | Course | Course | Total net | Finale Rang |
| Athlète        | Épreuve          | 1      | 2      | 3      | 4      | 5      | 6      | 7      | 8      | 9      | 10     | M*     | Total net | Finale Rang |
| -------------- | ---------------- | ------ | ------ | ------ | ------ | ------ | ------ | ------ | ------ | ------ | ------ | ------ | --------- | ----------- |
| Romen Richard  | BYTE C II Hommes |        |        |        |        |        |        |        |        |        |        |        |           |             |
| Tom Monnet     | Bic 293 Hommes   | 4      | 9      | 4      |        |        |        |        |        |        |        |        |           |             |
| Louise Cervera | BYTE C II Femmes |        |        |        |        |        |        |        |        |        |        |        |           |             |
| Lucie Pianazza | Bic 293 Femmes   | 2      | 3      | 4      |        |        |        |        |        |        |        |        |           |             |